# Ставри Лясков
Ставри Андонов Лясков е български революционер, деец на Вътрешната македоно-одринска революционна организация.

## Биография
Ставри Лясков е роден около 1844 година в костурското село Кономлади, тогава в Османската империя, днес в Гърция. Присъединява се към ВМОРО и по време на Илинденското въстание от 1903 година е войвода на селската чета в Кономлади. Действа съвместно с четата на Манол Розов, с когото загива на 3 септември в сражението на връх Сокол (Сокле) в планината Нидже над село Пожарско.